# 億岐氏
億岐氏（おきし）は、大国主命の後裔で、代々意岐国造、隠岐国国司、玉若酢命神社宮司を務めた社家の家系。意岐、億岐、億伎、隠岐、とも書かれる。

## 概要
大国主神の後裔と伝えられ、十挨彦命の代あたりから意岐国造となり、国造制度廃止後は国司となって代々隠岐国を治めていた。国司となった頃から玉若酢命神社の宮司も務めるようになったと言われており、現在でも子孫が代々宮司を務めている。億岐家所有の隠岐国駅鈴、隠伎倉印、玉若酢命神社社家億岐家住宅は、国の重要文化財に指定されている。

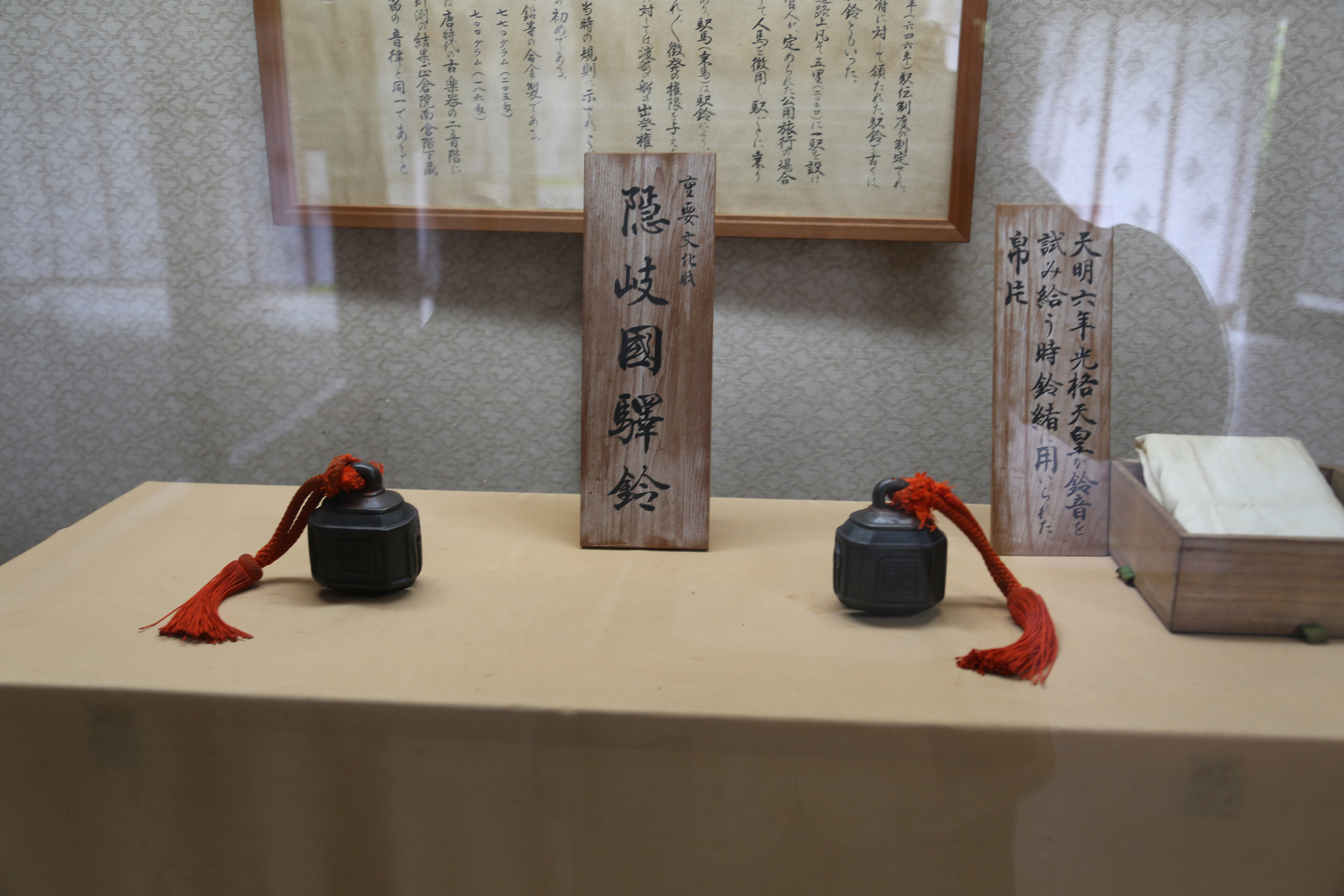
億岐家宝物館の駅鈴